# Villars-Sainte-Croix
Villars-Sainte-Croix – miejscowość i gmina (commune) w zachodniej Szwajcarii, w kantonie Vaud, w okręgu (district) Ouest lausannois.  

## Demografia
W Villars-Sainte-Croix mieszkają 982 osoby. W 2021 roku 26,8% populacji gminy stanowiły osoby urodzone poza Szwajcarią.

## Transport
Przez teren gminy przebiegają autostrady A1 i A9 oraz droga główna nr 9. 